# Egon Sendler
Egon Sendler S.I. (Slesia, 1º agosto 1923 – Versailles, 17 marzo 2014) è stato un presbitero, religioso iconografo e storico dell'arte bizantina tedesco.
Prigioniero in URSS dopo la seconda guerra mondiale, gesuita, fondatore della Scuola iconografica di Seriate, storico dell'arte bizantina.

## Biografia
Durante la Seconda guerra mondiale viene chiamato alle armi e destinato al Fronte orientale, viene fatto prigioniero e quindi internato in un lager nei dintorni di Čerepovec. Quando nel 1948 viene liberato, si reca a Berlino, entra nella Compagnia di Gesù a Pullach im Isartal, e pronuncia i voti monastici. Studia filosofia e teologia a Monaco di Baviera, e, in seguito si trasferisce a Roma come seminarista del Collegium Russicum, si stabilisce a Parigi per approfondire lo studio sul Arte bizantina. Nel 1956 viene ordinato Ieromonaco. Da 1959 lavora per la missione russa presso il Centre d'Études Russes Saint-Georges e diventa superiore della comunità gesuita a Meudon.

## Attività iconografica

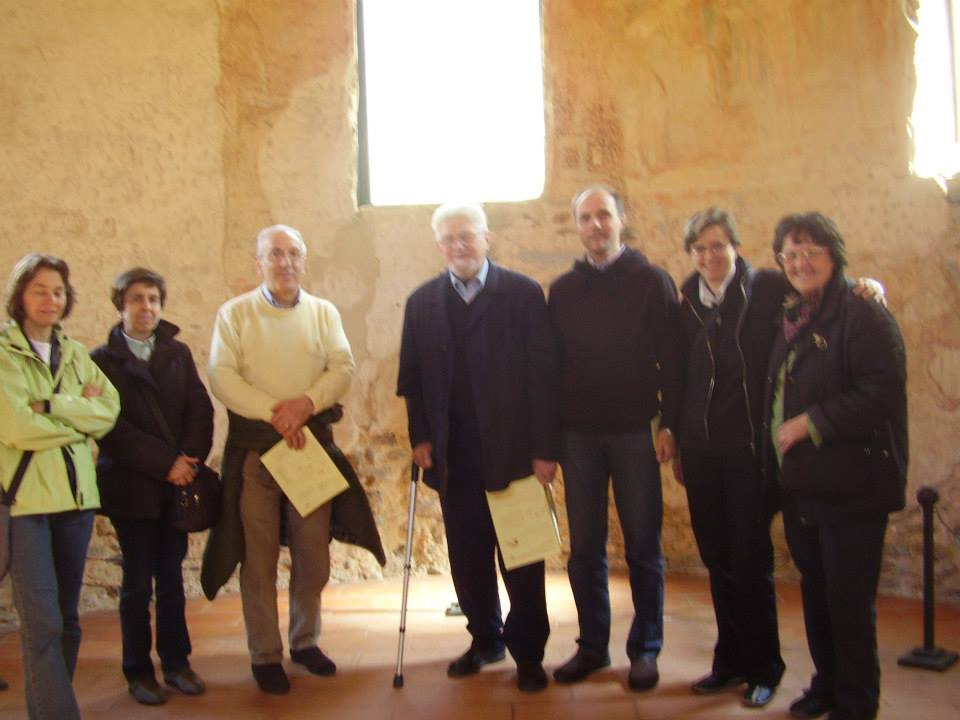
Sendler con i docenti della Scuola di Seriate a Castelseprio

Sendler ha fondato varie scuole d'iconografia bizantino-russa in Europa: Atelier St. André a Losanna, nel 1970 - Scuola a Meudon, nel 1978 - a Seriate presso il centro Russia cristiana. Da 2002 fino alla sua morte ha diretto l'Atelier Saint Georges a Versailles.

## Opere
- Trasfigurazione. Introduzione alla contemplazione delle icone. Cinisello Balsamo (MI): Edizioni Paoline, 1987. 181 р
- Le icone bizantine della Madre di Dio. Cinisello Balsamo (MI): Edizioni Paoline, 1995. 284 р.
- L'icona immagine dell'invisibile. Elementi di teologia, estetica e tecnica. Cinisello Balsamo (MI): Edizioni Paoline, 1992. 251 р.
- (FR)  Dan Ta main. Versailles: L'atelier Saint Georges, 2011. 119 р.
- (FR)  Les icones byzantines de la Mère de Dieu. ed. Desclée de Brouwer, Paris 1992. 288 р.
- (FR)  Les mystères du Christ. Les icones de la liturgie. Paris: Desclée de Brouwer, 2002. 307 р.
- (FR)  L'icone, image de l'invisible. Paris: Desclee de Brouwer, 1981.
- (FR)  Les icones de la Mere de Dieu. Paris: Desclee de Brouwer, 1992.
- (EN)  The Icon: Image of the Invisible. Oakwood Pubns edizione. 1988 (1996). 283 р.

## Galleria d'immagini
Affreschi di Sendler al Collegium Russicum.

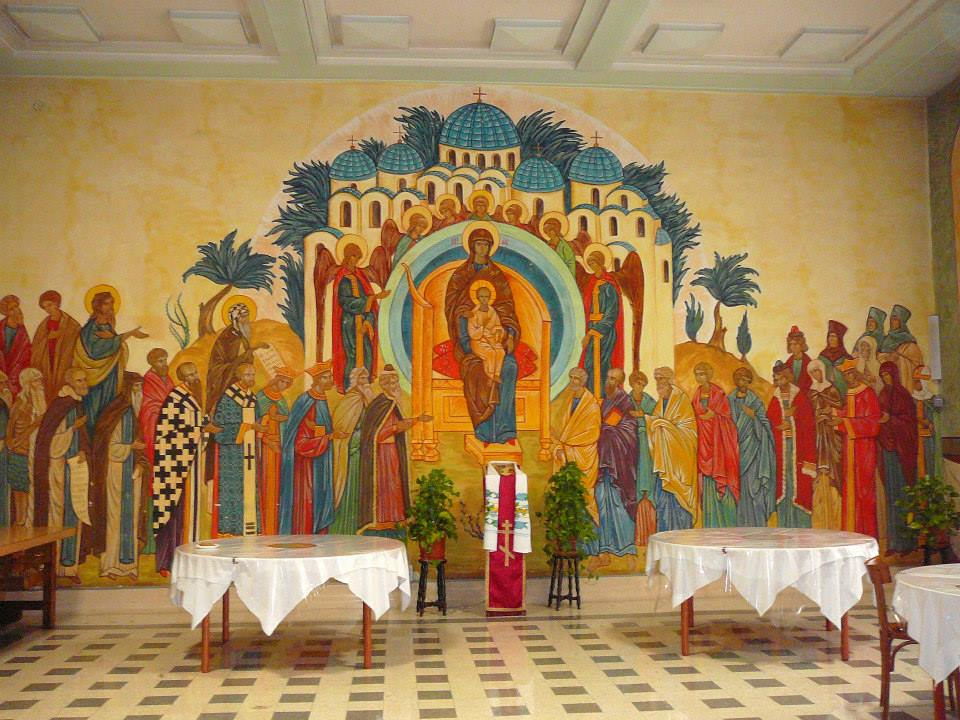
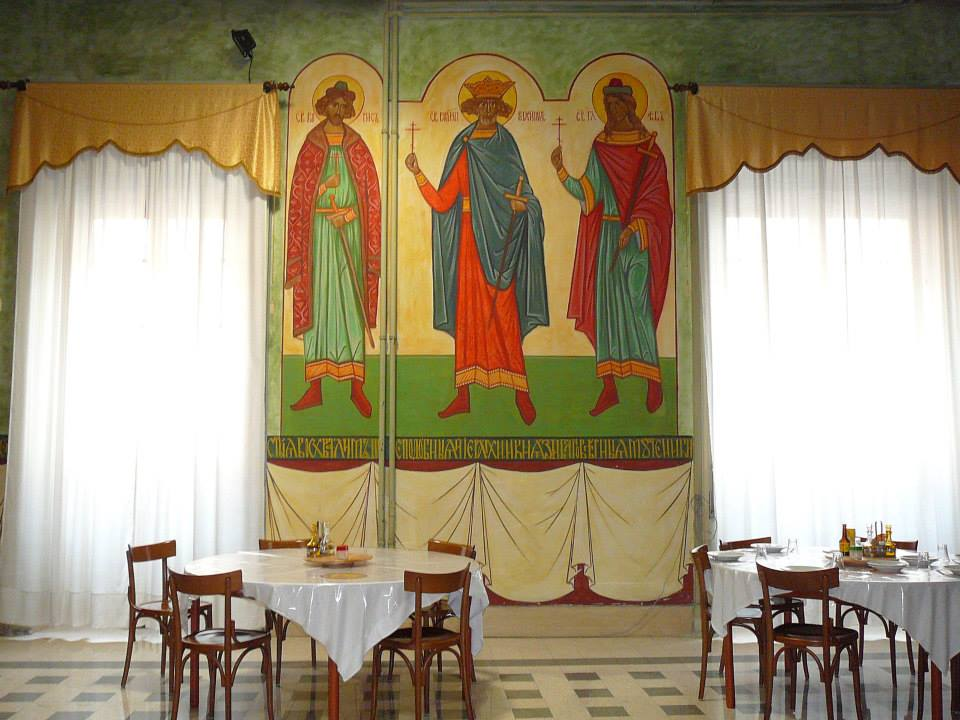
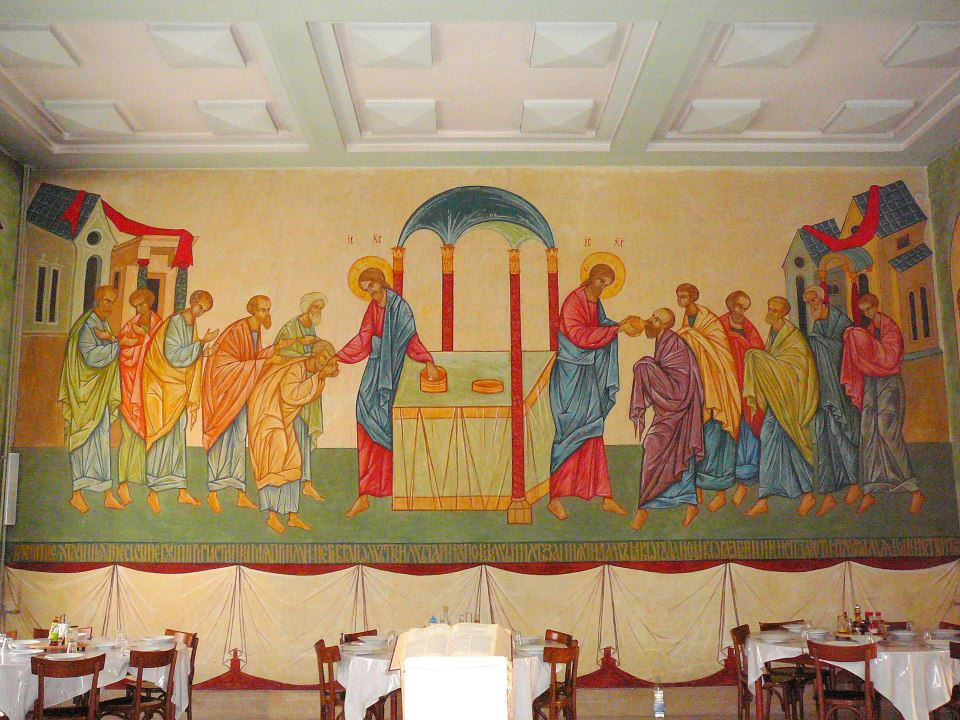
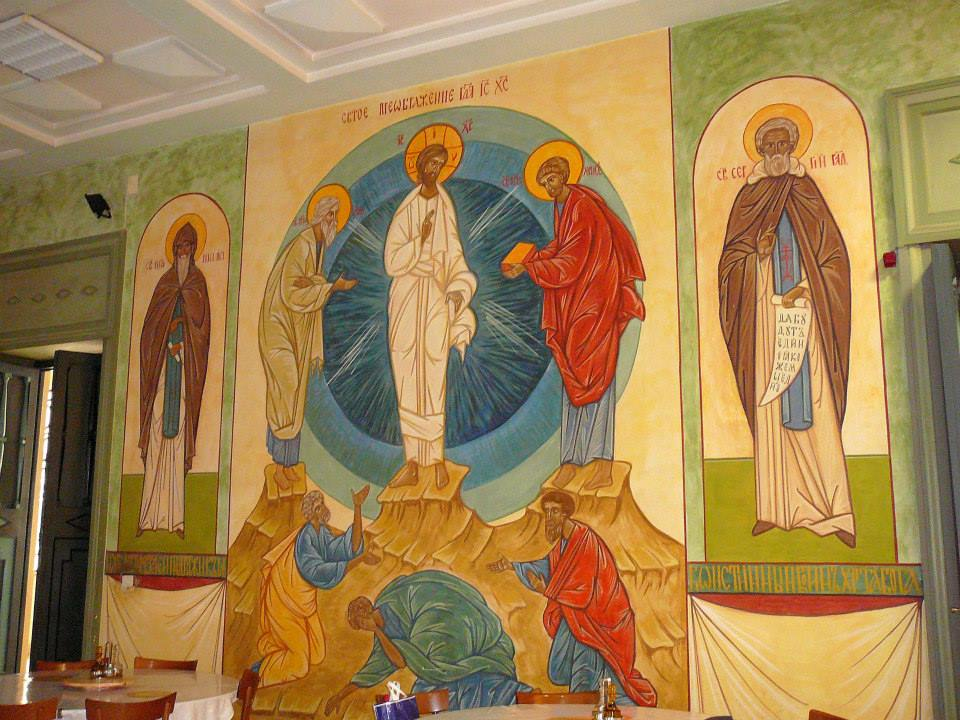
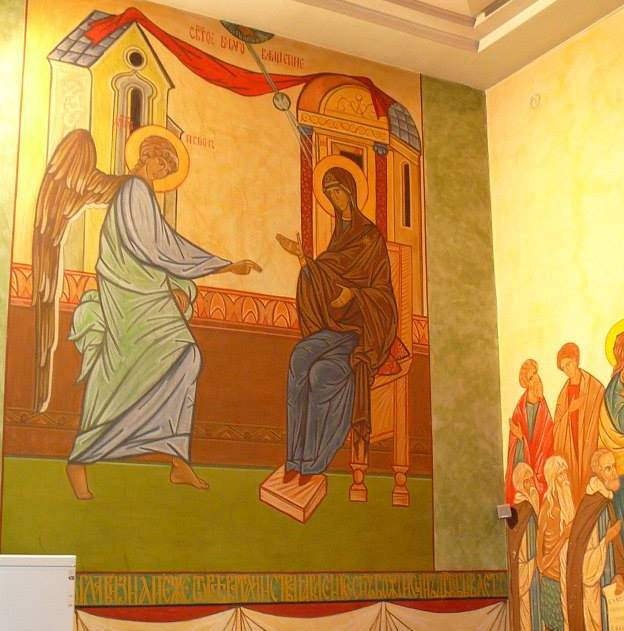